# Balho
Balho è un centro abitato dello Stato africano di Gibuti, situato nella regione di Tagiura.